# Сіґве Лі
Сіґве Лі (норв. Sigve Lie, 1 квітня 1906 — 18 березня 1958) — норвезький яхтсмен.
Олімпійський чемпіон 1948 (Дракон), 1952 (Дракон) років.